# Marsilius av Padua
Marsilius av Padua, född 1275 i Padua, död 1342 i München, var en italiensk filosof som skrev Defensor pacis, i vilken han försvarar folksuveränitetsprincipen och den sekulära staten.

## Biografi
Marsilius var kanik i Padua sedan 1316 och Ludvigs av Bayern livmedicus sedan 1326. Marsilius, som var påverkad av Wilhelm av Ockham, är föga känd till sina levnadsöden, men vittberömd genom skriften Defensor pacis ("Fredens försvarare"; tryckt i Basel 1522 och flera gånger senare) som han författade i förening med Johannes av Jandun på 1320-talet. 
Defensor pacis är medeltidens viktigaste kyrkopolitiska skrift, avsedd att försvara tyske kejsaren i hans strid mot påven Johannes XXII:s maktanspråk. Marsilius förfäktar här med förut okänd konsekvent folksuveränitet och den andliga maktens underkastelse under den världsliga. Den lagstiftande och dömande makten vilar hos folket, även på det kyrkliga området, då staten även har en evighetsuppgift, och folkets representant är kejsaren, fursten. Det andliga prästadömet står under hans världsliga lag. Kristus har, menar Marsilius, inte instiftat påvedömet; det är en historisk produkt, dess dekret är inte bindande utan kejserligt gillande och dess bärare kan avsättas av kejsaren; kejsaren kan bara avsättas av ett allmänt koncilium. 
I den under modern tid upptäckta skriften Defensor minor tilldelar Marsilius kejsaren även jurisdiktionsrätt i äktenskapsfrågor. Defensor pacis fick under senmedeltiden väldig betydelse genom sitt vägröjningsarbete för den nya tiden.